# Getas
Getas (em grego:  Γέται, singular Γέτης) é o nome dado pelos gregos a diversas tribos trácias ou dácias que ocuparam as regiões ao sul do Baixo Danúbio, na região do atual norte da Bulgária, e ao norte do Baixo Danúbio, na Romênia. A região ocupa a hinterlândia das colônias gregas da costa do Mar Negro, o que propiciou aos getas contato com os gregos antigos desde tempos muito antigos.

## História
A partir do século VII a.C. os getas entraram em contato econômico e cultural com os gregos, que estavam estabelecendo colônias no lado ocidental do Ponto Euxino (atual Mar Negro). Historicamente, os getas foram mencionados pela primeira vez por Heródoto, em sua narrativa sobre a campanha cita de Dario I, em 513 a.C.. De acordo com Heródoto, os getas diferiam de outras tribos trácias por sua religião, centrada em torno do deus (daimon) Zalmoxis, a quem alguns dos getas chamavam de Gebeleizis.
Entre os séculos V e III a.C. os getas estiveram principalmente sob o domínio do então florescente reino odrísio. Durante este período os getas forneceram serviços militares a seus soberanos, e tornaram-se célebres por sua cavalaria. Após a desintegração do reino, pequenos principados getas começaram a se consolidar.
Antes de partir em sua expedição persa, Alexandre, o Grande derrotou os getas e devastou um de seus acampamentos. Em 313 a.C. os getas formaram uma aliança com Cálatis (atual Mangalia), Odesso e outras colônias pônticas contra Lisímaco, que ocupava uma fortaleza em Tirizis (atual Caliacra).
Os getas floresceram especialmente na primeira metade do século III a.C.. Por volta de 200 a.C., a autoridade do príncipe geta Zalmodégico chegava até Istrópolis, como mostra uma inscrição contemporânea. Outros príncipes poderosos foram Zoltes e Remaxos (por volta de 180 a.C.); diversos monarcas getas cunhavam suas próprias moedas. Autores da Antiguidade como Estrabão e Dião Cássio afirmaram que os getas cultuavam seus soberanos, o que pode ser confirmado pelos restos arqueológicos.
Em 72-71 a.C. Marco Terêncio Varrão Lúculo tornou-se o primeiro comandante romano a marchar contra os getas; a intenção era atacar os aliados de Mitrídates VI na região ocidental do Ponto, porém o sucesso de sua expedição foi limitado. Uma década mais tarde, uma coalizão de citas, getas, bastarnas e colonos gregos derrotaram Caio Antônio Híbrida em Istro. Esta vitória sobre os romanos permitiu que Burebista dominasse a região por um breve período (60-50 a.C.).
O imperador romano Augusto tinha como meta subjugar toda a península balcânica, e utilizou uma incursão dos bastarnas ao outro lado do Danúbio como pretexto para devastar getas e trácios. Marco Licínio Crasso foi encarregado de executar o plano; em 29 a.C. Crasso derrotou os bastarnas, com a ajuda do príncipe geta Roles. Crasso lhe prometeu auxílio, em troca de ajuda contra o líder geta Dapix. Assim que Crasso alcançou o delta do Danúbio, fez com que Roles fosse coroado rei e retornou a Roma. Em 16 a.C. os sármatas invadiram o território geta e foram expulsos por tropas romanas. Os getas receberam o comando o rei vassalo de Roma na Trácia, Remetalces I. Em 12 e 15 d.C. mais tropas romanas foram enviadas para a região, e em 45 a província da Mésia foi fundada.

## Relação com os dácios
Existem controvérsias entre os estudiosos acerca da relação dos getas com os dácios. As fontes da Antiguidade Clássica alegavam uma identidade comum étnica e linguística entre os dois povos; em sua Geografia Estrabão escreveu que as duas tribos falavam o mesmo idioma. Justino acreditava que os dácios eram os sucessores dos getas. Em sua História romana, Dião Cássio descreveu os dácios como habitando ambos os lados do Baixo Danúbio; os que se situavam na margem sul do rio (no atual norte da Bulgária), na Mésia, eram chamados de 'mésios', enquanto os que viviam ao norte do rio eram os dácios, que eram, segundo ele, "getas ou trácios da raça dácia." mas também enfatizou o fato de que ele chamava os dácios pelo nome usado "pelos próprios nativos, além dos romanos", e que ele "não ignora que alguns autores gregos referem-se a eles como getas, esteja isto correto ou não".
De acordo com estes testemunhos alguns acadêmicos romenos e búlgaros desenvolveram hipóteses e teorias acerca das características culturais, étnicas e linguísticas comuns no espaço ao norte do Monte Hemo, onde ambas as populações localizavam-se. O linguista Ivan Duridanov identificou uma "área linguística dácia" na Dácia, na Cítia Menor, na Baixa Mésia e na Alta Mésia. O arqueólogo Mircea Babeş mencionou uma "verdadeira unidade etnocultural" entre os getas e os dácios, enquanto o historiador e arqueólogo Alexandru Vulpe encontrou uma "notável uniformidade" na cultura geto-dácia. Também foram feitos estudos acerca da confiabilidade e das fontes do relato de Estrabão.
Algumas destas interpretações ecoaram em outras historiografias.
Para o historiógrafo romeno Lucian Boia, "a um certo ponto, a frase 'geto-dácia' foi cunhada na historiografia romena para sugerir uma unidade entre os getas e dácios." Boia assume uma posição cética, e argumenta que os autores antigos distinguiam entre os dois povos, tratando-os como dois grupos distintos do ethnos trácio. Boia também afirma que seria ingênuo presumir que Estrabão conhecia os dialetos trácios tão bem, alegando que ele "não tinha competência no campo dos dialetos trácios" e enfatizando que alguns autores romenos citam-no indiscriminadamente, a despeito disso. Sua posição foi sustentada por outros acadêmicos; o historiador e arqueólogo G. A. Niculescu também criticou a interpretação arqueológica e historiográfica romena, especialmente a respeito da suposta cultura "geto-dácia".